# Lu Lu Lu
Singles de GAM
Melodies
(2006) Daisuki Rakuten Eagles
(2007)
Lu Lu Lu (LU LU LU) est le 3e single du duo GAM (Aya Matsūra et Miki Fujimoto).

## Présentation
Le single sort le 21 mars 2007 au Japon sous le label hachama, écrit et produit par Tsunku. Il atteint la 10e place du classement de l'Oricon. Il se vend à 16 670 exemplaires la première semaine et reste classé pendant 5 semaines, pour un total de 21 836 exemplaires vendus durant cette période. Il sort aussi au format "CD+DVD" avec une pochette différente et un DVD en supplément, ainsi qu'au format "Single V" (DVD) contenant le clip vidéo une semaine plus tard.
La chanson-titre figurera sur l'album de GAM 1st GAM ~Amai Yūwaku~ qui sort deux mois  plus tard.
Le single restera le dernier du groupe, à part le single "hors série" en édition limitée Daisuki Rakuten Eagles qui est mis en vente dans certaines boutiques trois jours après la sortie de Lu Lu Lu. En effet, dans les jours qui suivent la sortie de l'album, Miki Fujimoto, également membre en parallèle du populaire groupe Morning Musume, est photographiée en compagnie d'un petit ami, entrainant sa démission de Morning Musume le 1er juin et la mise en pause de ses activités artistiques, incluant GAM. La sortie du prochain single du duo, Atsui Tamashii, prévue dans l'année, est donc annulée, et sa chanson figurera à la place sur la compilation du Hello! Project Petit Best 8 de fin d'année. Aya Matsūra reprend ensuite ses activités en solo, et l'album restera le dernier disque du duo.

## Liste des titres
Toutes les chansons sont écrites et composées par Tsunku.
| CD    | CD                                    | CD           | CD    | CD | CD | CD | CD | CD | CD |
| No    | Titre                                 | Arrangements | Durée |    |    |    |    |    |    |
| ----- | ------------------------------------- | ------------ | ----- | -- | -- | -- | -- | -- | -- |
| 1.    | Lu Lu Lu (LU LU LU)                   | Kaoru Okubo  | 4:41  |    |    |    |    |    |    |
| 2.    | Family (FAMILY)                       | Yuasa Kōichi | 4:12  |    |    |    |    |    |    |
| 3.    | Lu Lu Lu (Instrumental) (LU LU LU...) | Kaoru Okubo  | 4:39  |    |    |    |    |    |    |
| 13:32 |                                       |              |       |    |    |    |    |    |    |

| 1. | Lu Lu Lu (Close-up Ver. "White") (LU LU LU...) |  |

| 1. | Lu Lu Lu (LU LU LU)                    |  |
| 2. | Lu Lu Lu (Close-up Ver.) (LU LU LU...) |  |
| 3. | Making Eizo (メイキング映像)           |  |

## Interprétations à la télévision
- Hello! Morning (18 mars 2007)
- Utaban (22 mars 2007)
- Music Fighter (30 mars 2007)